# Nuevo Ojo de Agua, Ocosingo
Nuevo Ojo de Agua är en ort i Mexiko.   Den ligger i kommunen Ocosingo och delstaten Chiapas, i den sydöstra delen av landet, 900 km öster om huvudstaden Mexico City. Nuevo Ojo de Agua ligger 153 meter över havet och antalet invånare är 472.
Terrängen runt Nuevo Ojo de Agua är varierad. Runt Nuevo Ojo de Agua är det glesbefolkat, med 16 invånare per kvadratkilometer. Närmaste större samhälle är El Sibal, 17,7 km söder om Nuevo Ojo de Agua. I omgivningarna runt Nuevo Ojo de Agua växer i huvudsak städsegrön lövskog.